# Radziecki cmentarz w Bornem Sulinowie
Radziecki cmentarz wojskowy w Bornem Sulinowie – cmentarz wojskowy położony w lesie w pobliżu Bornego Sulinowa. Powstał w 1945, po założeniu radzieckiej bazy wojskowej w Bornem Sulinowie, działał do likwidacji bazy w 1992. 
Na terenie cmentarza znajdują się 344 mogiły, w tym 146 osób o nieustalonych personaliach. Oprócz żołnierzy i cywili związanych z miejscową 6 Witebsko-Nowogródzką Gwardyjską Dywizją Zmechanizowaną (w tym członków rodzin) zmarłych w czasie służby w bazie, chowano tu także żołnierzy z radzieckiego garnizonu w Szczecinku, a w 2007 przeniesiono tu szczątki zmarłych z likwidowanych radzieckich cmentarzy wojskowych w Kołobrzegu i Białogardzie. Po 1970 zaprzestano pochówków dorosłych i chowano tu wyłącznie dzieci rodzin personelu Bornego. Obecnie cmentarz nie jest czynny, ale pozostaje pod opieką miejscowych władz. Na cmentarz przeniesiono z centrum miasta pomnik Iwana Poddubnego (dwudziestoletniego szeregowca, który zginął w 1946) – monument ten popularnie zwany jest „pomnikiem z pepeszą”.
W listopadzie 2018 r. na cmentarzu ustawiono i poświęcono prawosławny krzyż.